# Have a Little Faith
Have a Little Faith is een nummer van de Nederlandse band Son Mieux en werd op 3 januari 2025 op cd-single en als digitale download uitgebracht.

## Achtergrond
"Have a Little Faith" is een akoestische ballad met de boodschap om optimistisch te blijven en "een beetje vertrouwen" te hebben dat het goed komt met jezelf en de wereld waarin we leven. De tekst is troostend bedoeld voor iedereen die een onzekere tijd doormaakt. Volgens de groep heeft het schrijven van de plaat henzelf ook enorm geholpen. Het nummer wordt gedragen door een piano, gitaar en een viool. 
De band speelde het nummer voor het eerst live in het Glazen Huis in Zwolle tijdens 3FM Serious Request 2024, na de jaarwisseling 2024-2025 werd het 3FM Megahit. Ook werd het Alarmschijf op Q-music en NPO Radio 2 TopSong. In Nederland  bereikte de single de 18e positie in de Nederlandse Top 40 waar het vier achtereenvolgende weken op stond. Ook bereikte het de de 538 Top 50. In de Single Top 100 werd de 54e positie behaald. In de lijst van NPO 3FM, De Verlanglijst, wist het plek 3 te bereiken.

## Tracklijst
Muziekdownload en cd-single
1. "Have a Little Faith" - 2:58